# Arquitetura expressionista

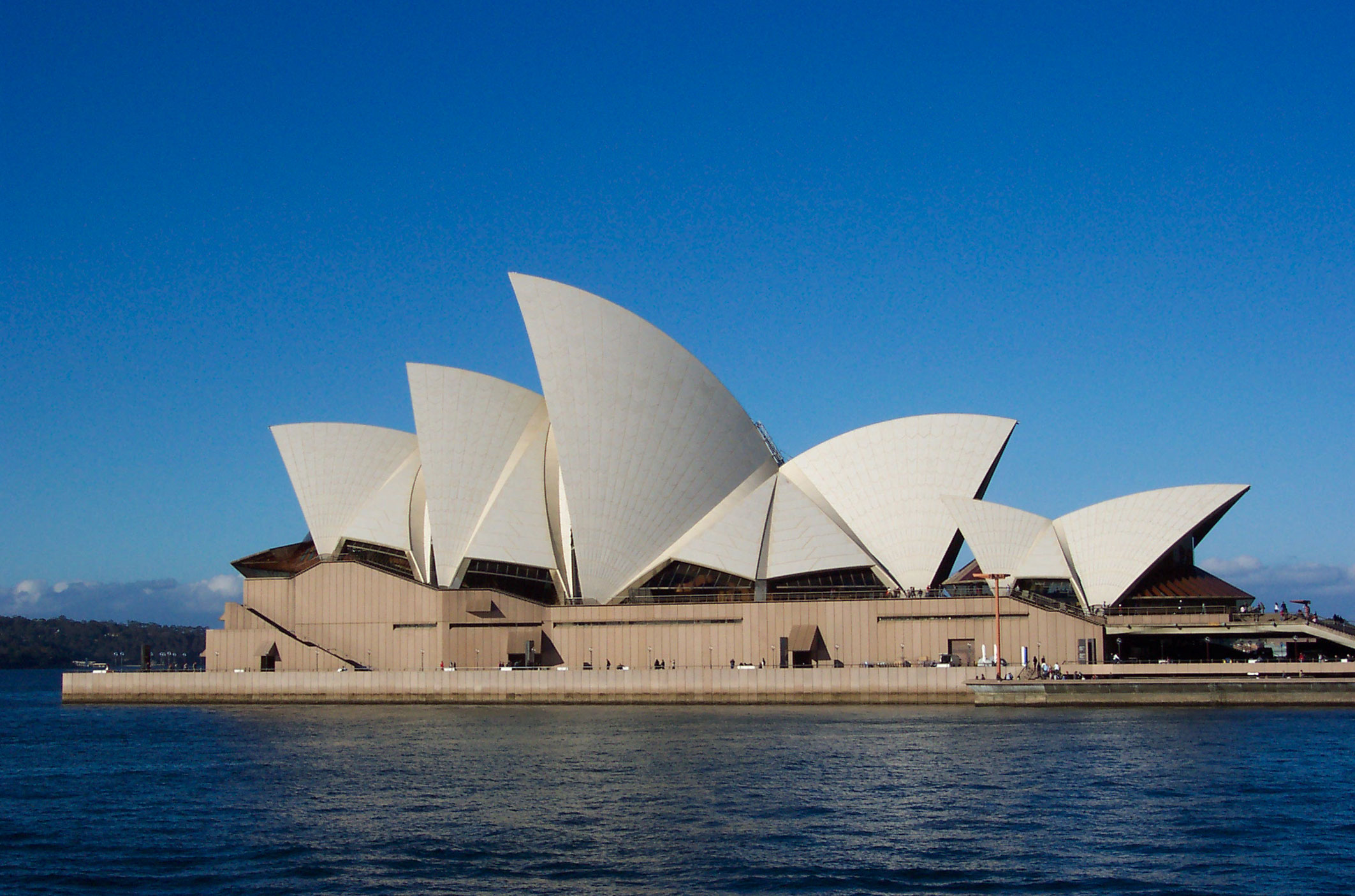
Sydney Opera House por Jørn Utzon.

A arquitetura expressionista foi um movimento arquitetônico que se desenvolveu na Europa setentrional durante as primeiras décadas do século XX paralelamente às artes visuais representativas do Expressionismo.

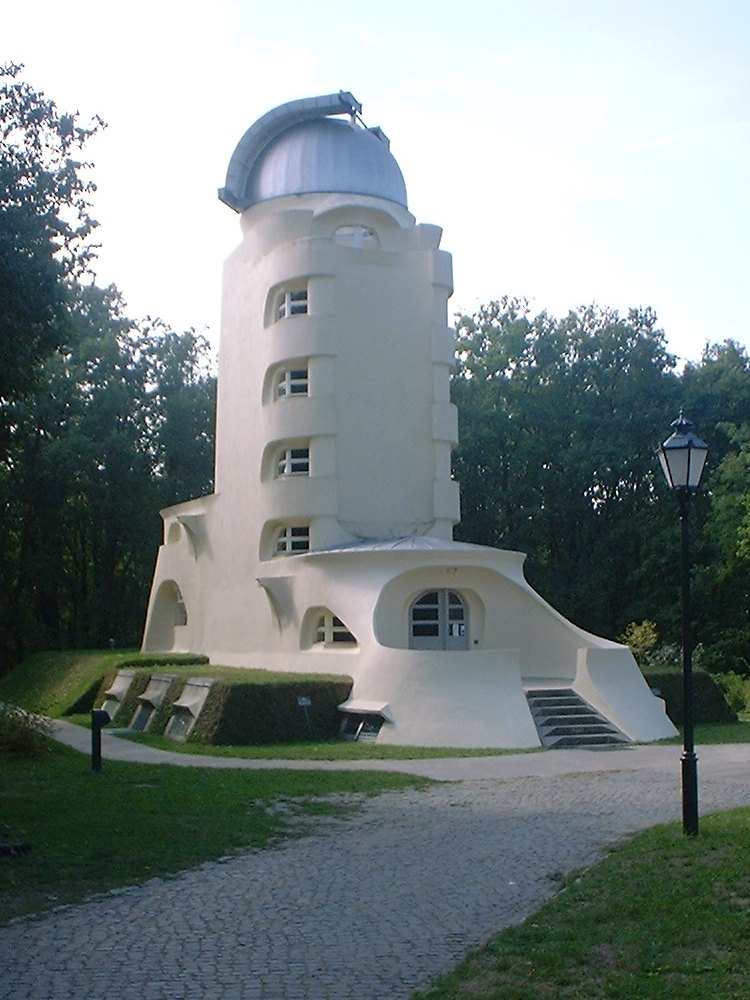
Torre Einstein por Erich Mendelsohn.

O termo "Arquitetura expressionista" inicialmente descrevia as atividades das vanguardas alemã, neerlandesa, austríaca, checa e dinamarquesa desde 1910 até aproximadamente 1924. Subseqüentes redefinições estenderam o termo até 1905 e também ampliaram seu campo de ação para o restante da Europa. Hoje em dia, o conceito ampliou-se de tal modo, que chega a referir-se à arquitetura de qualquer período ou localização que apresente algumas das qualidades do movimento original tais como; distorção, fragmentação ou a comunicação de emoção violenta ou sobrecarga.
O estilo foi caracterizado por uma adoção pré-modernista de novos materiais, inovação formal e volumes extremamente incomuns, algumas vezes inspirados nas formas biomórficas naturais, algumas vezes por uma nova técnica oferecida pela grande produção de tijolos, aço e especialmente vidros. Muitos arquitetos expressionistas lutaram na Primeira Guerra Mundial e suas experiências, combinadas com as agitações política e social que seguiram-se à Revolução Espartaquista de 1919, resultaram em uma perspectiva utópica e em uma visão romântica do socialismo. As condições econômicas limitaram severamente o número de construções entre 1914 e o meio da década de 1920, fazendo com que muitos dos mais importantes trabalhos expressionistas permanecessem como projetos no papel, tais como a Arquitetura Alpina de Bruno Taut e os Formspiels de Hermann Finsterlin. Construções de exposições efêmeras eram numerosas e altamente significativas durante este período. A cenografia para teatro e cinema possibilitou uma outra saída para a imaginação expressionista e foi fonte de renda suplementar para muitos projetistas que tentaram desafiar convenções em um clima econômico severo.
Eventos importantes na arquitetura expressionista incluem; a Exposição Werkbund de 1914 em Colônia, a conclusão e temporada teatral do Grosses Schauspielhaus, Berlim em 1919, as cartas Glass Chain, e as atividades da Amsterdam School. O principal marco permanente existente do Expressionismo é a Torre Einstein de Erich Mendelsohn em Potsdam. Em 1925, a maioria dos principais arquitetos do Expressionismo tais como; Bruno Taut, Erich Mendelsohn, Walter Gropius, Mies van der Rohe e Hans Poelzig, juntamente com outros expressionistas das artes visuais, haviam-se voltado para o movimento da Neue Sachlichkeit (Nova Objetividade), uma aproximação mais prática e que rejeitou a agitação emocional do expressionismo. Poucos, particularmente Hans Scharoun, continuaram o trabalho explorando a linguagem expressionista.
Em 1933, depois da tomada do poder pelos Nazistas na Alemanha, a arte expressionista foi proscrita como Arte degenerada. Até mesmo os estudiosos da década de 1970 chegaram a depreciar a influência dos expressionistas no International style, porém isto tem sido reavaliado nos últimos anos.

## Arquitectura expressionista em Portugal
O arquitecto Jorge Ferreira Chaves projectou no início dos anos 60 a Pastelaria Mexicana, um "notabilíssimo exemplo que levou aos limites, para a época e em Portugal, as tendências expressionistas criadas no interior do Movimento Moderno desde o princípio do século XX (…)"; "desenvolve um sentido fenomenológico do conceber a arquitectura que atinge um ponto alto, até excepcional, na História da Arquitectura em Portugal.”.
"Foi durante a década de 1960 que o arquitecto desenvolveu um traço específico, reconhecível nas obras da Misericórdia de Lisboa . Traço presente no recurso a perfis de linha quebrada e (...) ângulos não rectos, integrados brilhantemente no exemplo de «obra total» que foi a Mexicana e também no corpo de lojas que estende a Rua da Penha de França sob o edifício, com as suas coberturas ziguezagueantes; ou na reinterpretação moderna de motivos da tradição vernácula portuguesa, de que o Hotel Garbe constitui súmula exemplar."